# 收水乡
收水乡是中国陕西省渭南市白水县下辖的一个乡。

## 行政区划
收水乡下辖以下行政区：
收水村、高山村、五泉村、北盖村、唐才村、李塬村、车塬村、溪河村